# Анново (гміна Ґонсава)
Анново (пол. Annowo) — село в Польщі, у гміні Ґонсава Жнінського повіту Куявсько-Поморського воєводства.
Населення — 144 особи (2011).
У 1975-1998 роках село належало до Бидгощського воєводства.

## Демографія
Демографічна структура станом на 31 березня 2011 року:
|          | Загалом | Допрацездатний вік | Працездатний вік | Постпрацездатний вік |
| -------- | ------- | ------------------ | ---------------- | -------------------- |
| Чоловіки | 76      | 17                 | 52               | 7                    |
| Жінки    | 68      | 15                 | 41               | 12                   |
| Разом    | 144     | 32                 | 93               | 19                   |